# HOY資訊台
HOY資訊台（英語：HOY Infotainment），是香港免費電視新聞財經資訊頻道，由有線新聞團隊製作，全天候24小時播映。頻道以數碼高清格式播放，數碼頻道編號為78。頻道於2022年11月21日早上6時正式啟播。
有線寬頻已於2023年6月1日結束收費有線電視業務，雖然有線新聞台和有線財經資訊台已停播，但有線新聞的品牌獲得保留，透過免費電視78台、HOY TV網站以及有線新聞流動應用程式提供免費HOY資訊台頻道直播，以及在流動應用程式和有線寬頻網站提供即時免費新聞及資訊內容。

## 歷史

### 啟播之前
奇妙電視於2022年2月24日獲通訊事務管理局批准，除有線光纖固網以外可使用無線電頻譜（即大氣電波）作為其免費電視服務的新增傳送模式，由4月1日起同時透過固定網絡及無線電頻譜（即數碼地面電視頻道 22）播放其電視節目頻道。但奇妙電視需要遵照通訊事務管理局施加條件：在2016-2022年須投資港幣$13.1億，以及在9個月內推出一個新頻道。而新頻道須每兩小時播放不多於兩分鐘的政府宣傳短片，以及每星期播放不多於五分鐘的通訊局宣傳材料。由2022年4月1日開始，以大氣電波收視者可以接收到78台，惟只顯示「78台即將啟播」的定格彩色圖像。

### 開播在即
最終，奇妙擬開的新頻道（即本頻道，78台）決定以新聞資訊內容為主，並敲定大部份時間轉播有線新聞台及有線財經資訊台的新聞報道及財經節目。
2022年11月上旬，有線寬頻宣布推出全新免費新聞資訊頻道「HOY資訊台」，並於11月15日舉行開台典禮，邀請梁振英為主禮嘉賓。
基於牌照要求電視台需提供手語新聞報道，以方便聾人和弱聽觀眾接收資訊，故有線寬頻宣布自HOY資訊台開台當日起會播放《手語新聞報道》，即時手語傳譯服務由「龍耳」提供。
2022年11月21日早上6時，HOY資訊台正式啟播，由於通過大氣電波廣播，本頻道啟播當日已覆蓋全港99%地方。

### 由收費轉免費
為配合有線新聞台、有線財經資訊台完全過渡至本頻道免費播放，2023年5月31日起，記者每節報道由「有線電視記者，XXX報道」改以「有線新聞，XXX報道」作結。
2023年6月1日，隨著有線新聞台、有線財經資訊台停播，既有的每小時新聞報道、重點財經/資訊節目均被安排於本頻道播出。同時，每節新聞/節目版權資訊已由「有線新聞台 ©i-cable News Limited」及「有線財經資訊台 ©i-cable News Limited」更改為「HOY資訊台 ©奇妙電視有限公司」，2024年1月29日起再更改為「HOY資訊台 ©有線寬頻開電視有限公司」。
至於過去有直播有線新聞台、有線財經資訊台的UTV，同日起亦改為直播HOY資訊台。

## 台徽及資訊列
HOY資訊台的台徽一般在畫面的右上角顯示。當重大災難性事件發生或重要人物逝世後，台徽會暫時灰階化作哀悼，包括2022年11月30日晚上至12月7日凌晨（哀悼江澤民逝世）。
2023年11月1日起，為配合奇妙電視旗下頻道統一品牌，節目播映時台徽改為顯示「HOY 78」。
資訊列則根據不同類型節目而有所不同。如正在播放新聞台之節目，則於右上角循環顯示溫度、濕度及時間，並展示天氣警告及天氣標誌，下方則滾動播放新聞提要、疫情消息（2023年2月起取消），左下方顯示有線台徽，而右下角則顯示主要指數及匯率。當出現突發即時消息時，會在左側循環顯示一條或多條最新即時消息。如在新聞時段內直播比賽，則會暫時隱藏下方滾動的新聞提要。
如正在播放財經資訊台之節目，右上角除顯示天氣資訊，上方亦滾動展示主要指數及外幣匯價，下方則於交易時段分三行展示個別股票報價及財經新聞。其餘時段則只於下方滾動播放新聞提要。配色主要為紅色、灰色、藍色及白色。曾在有線新聞台、有線財經資訊台停播前，部分資訊節目並無提供資訊列。由2023年6月1日起，所有資訊節目新增提供資訊列及突發即時消息。2023年11月11日起，除《一線搜查》、《樓盤傳真》和《愛·體育》節目外，其他節目均加設下方滾動新聞提要。2023年11月1日起，因應有線新聞版面調整，HOY資訊台在時段僅在右上角顯示天氣、溫度、濕度，左下方顯示有線新聞logo及時間，只限港股交易日在右下方顯示恆生指數、歐美主要指數、匯率。
當天文台發出八號或以上熱帶氣旋警告訊號時，每小時整點及半點會播放一次《風暴消息》，並展示天氣警告及天氣標誌，下方則滾動播放新聞提要、風暴消息，左側亦會循環彈出最新即時消息。

## 收視率
| 年份 | 平均收视 |
| ---- | -------- |
|      |          |

## 外部連結
- HOY TV 官方網站 （页面存档备份，存于）
- HOY資訊台節目表 （页面存档备份，存于）